# Passiflora amethystina
Passiflora amethystina är en passionsblomsväxtart som beskrevs av Mikan. Passiflora amethystina ingår i släktet passionsblommor, och familjen passionsblomsväxter. Inga underarter finns listade i Catalogue of Life.

## Bildgalleri

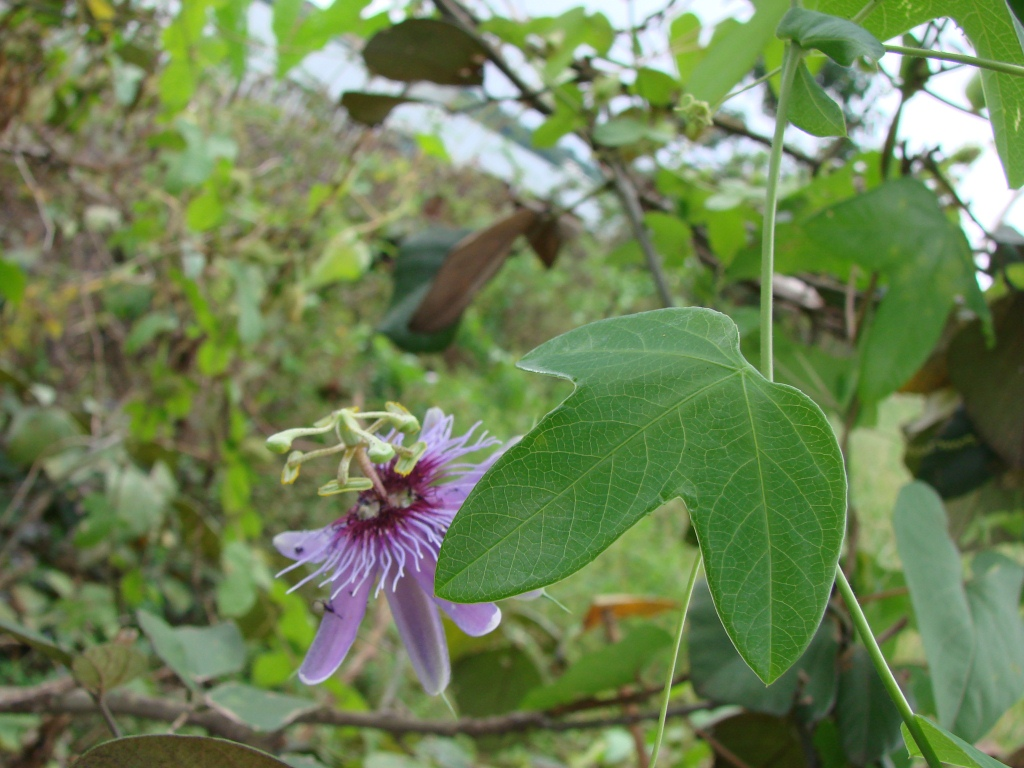
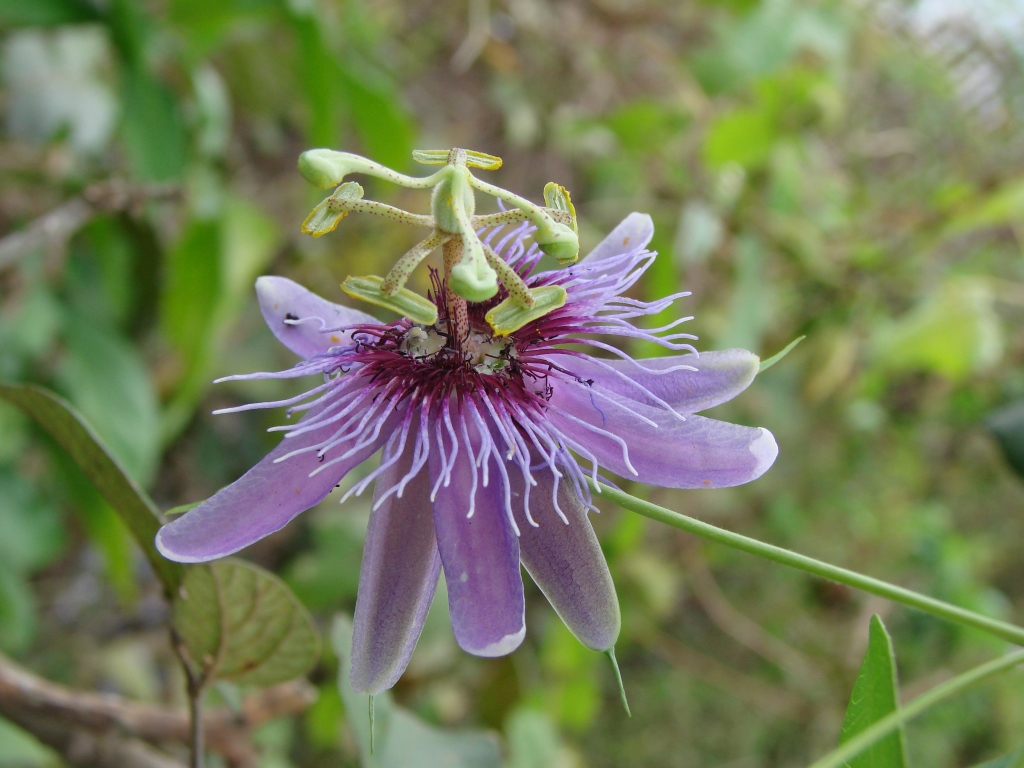
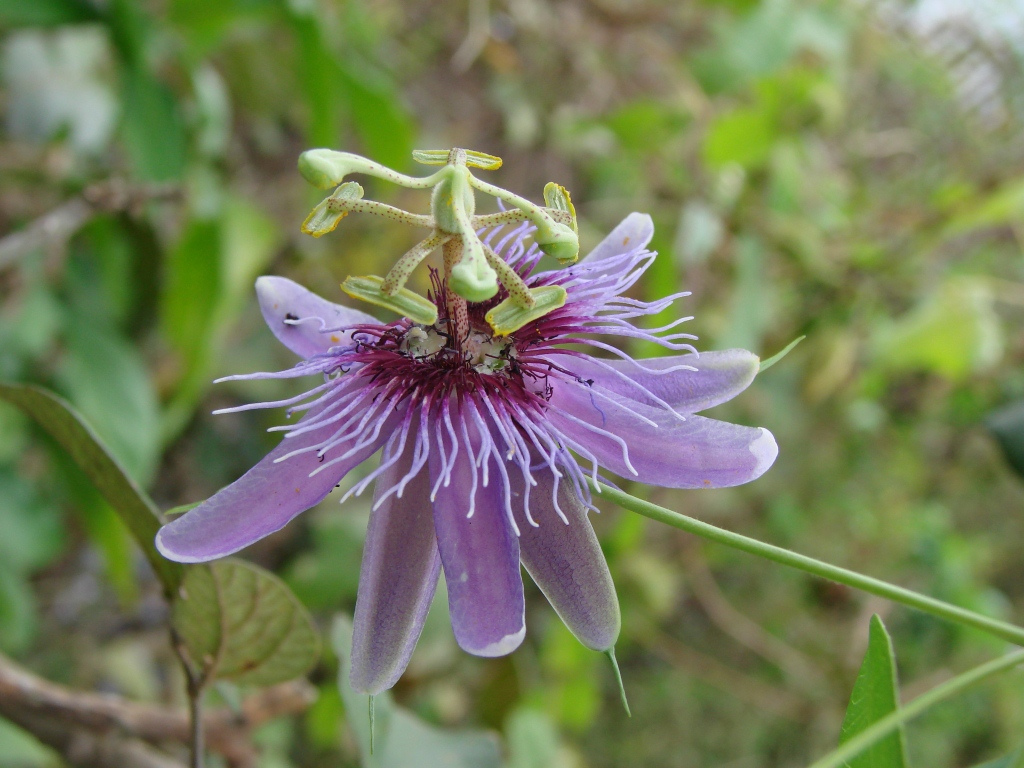
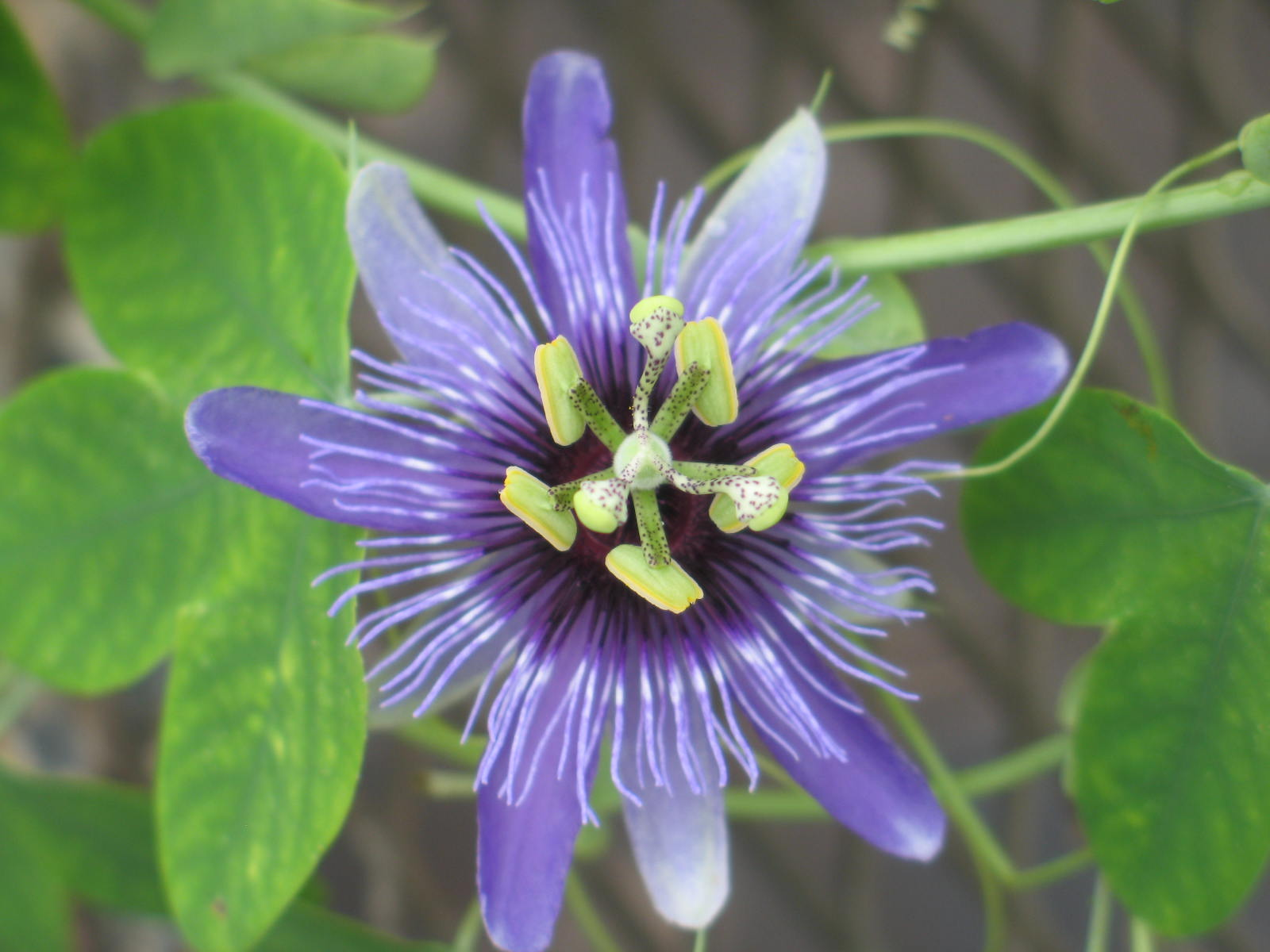